# 浮桥河水库
浮桥河水库位于中国湖北省麻城市，是以防洪、灌溉为主，兼有发电、供水、养殖、航运、游览等功能的大（二）型水库。
2001年研究表明，浮桥河水库有富营养化的趋势且上游已经富营养化。